# Михайловское (деревня, Можайский городской округ)
Михайловское — деревня в Можайском городском округе Московской области, в составе Сельского поселения Борисовское. На 2010 год, по данным Всероссийской переписи 2010 года, постоянного населения не зафиксировано. До 2006 года Михайловское входило в состав Ямского сельского округа.
Деревня расположена в центральной части района, примерно в 10 км к юго-западу от Можайска, на безымянном ручье, впадающем справа в реку Мжут, высота центра над уровнем моря 213 м. Ближайшие населённые пункты — Сивково на севере, Большие Парфёнкина северо-востоке и Аксентьево на юге.